# Kăncevo, Stara Zagora
Kăncevo (în bulgară Кънчево) este un sat în comuna Kazanlăk, regiunea Stara Zagora,  Bulgaria. 

## Demografie
Componența etnică a satului Kăncevo
     Nicio identificare (3,67%)
     Bulgari (44,04%)
     Turci (39,21%)
     Romi (12,8%)
     Altele (0,26%)
La recensământul din 2011, populația satului Kăncevo era de 1.117 locuitori. Nu există o etnie majoritară, locuitorii fiind bulgari (44,04%), turci (39,21%) și romi (12,8%). Pentru 3,67% din locuitori nu este cunoscută apartenența etnică.